# Campagne du Guipuscoa
Guerre d'Espagne
La campagne du Guipuscoa désigne une des premières grandes campagnes de la guerre d'Espagne, durant laquelle les forces nationalistes repoussèrent les troupes républicaines et occupèrent le Guipuscoa, qui faisait partie du Pays basque.

## Contexte
La campagne fut conçue par le général Emilio Mola, qui souhaitait avancer en direction d'Irun. Son objectif était de couper les communications et les relations entre les provinces républicaines du Nord et la France, dont le gouvernement de Front populaire était suspect de soutenir la République. Pour cela, il avait prévu de faire jonction avec la garnison rebelle de Saint-Sébastien qui tenait la ville.

## Combats

### Récit des combats
Tout d'abord, les opérations furent orientées vers la ville frontière d'Irun. C'est le général Alfonso Beorlegui qui fut chargé de diriger les troupes. Mais son avancée fut ralentie par la destruction du pont d'Endarlatsa, sur la route d'Irun. Quand arriva la nouvelle que les rebelles de Saint-Sébastien se retrouvaient assiégés dans la caserne de Loyola et en difficulté, Beorlegui détourna l'ensemble de ses forces vers la ville basque, à l'ouest, afin de la couper du reste de la Biscaye et de soutenir les insurgés.
Ayant échoué à leur venir efficacement en aide, les troupes nationalistes reprirent leur route vers Irun à la fin du mois d'août. Ils occupèrent la ville après deux semaines de combats, le 5 septembre. Ce fait d'armes fut suivi par la prise de Saint-Sébastien une semaine plus tard, le 12 septembre. Les nationalistes avancèrent même jusqu'aux frontières de la Biscaye. Là, la résistance acharnée des forces provinciales, de l'armée républicaine et des milices, ajoutée à la fatigue des troupes franquistes obligea ces derniers à stopper leur avance le 12 octobre 1936.

### Liste
- Siège de la caserne de Loyola, à Saint-Sébastien ;
- Bataille d'Irún

## Conséquences

Front du Nord à la fin de la bataille du Guipúzcoa.

La prise d'Irun fut d'une importance décisive dans la suite des combats sur le front du nord. Les provinces républicaines du Guipuscoa, de Biscaye, de Santander et des Asturies se retrouvèrent complètement coupées de la France, dont la frontière laissait passer des équipements d'importance vitale, obligeant les républicains à se tourner vers une solution exclusivement maritime pour obtenir un ravitaillement.
La guerre reprit véritablement sur le front du nord en 1937, lorsque Franco se décida, après plusieurs échecs à Madrid, à réduire la zone républicaine Nord par la campagne du nord.